# Chlamydophila psittaci
Chlamydophila psittaci (лат.) — вид бактерий из семейства Chlamydiaceae, внутриклеточный паразит, который вызывает эндемическую инфекцию у птиц, эпизоотии которой также встречаются у млекопитающих, и орнитоз (пситтакоз) у человека. 
Chlamydophila psittaci передаётся среди птиц или от птиц к млекопитающим воздушно-капельным механизмом через дыхательные пути, при контакте или употреблении заражённой пищи. Болезнь у всех животных начинается с симптомов, напоминающих грипп, и быстро переходит в пневмонию, опасную для жизни. Многие штаммы находятся в организме птиц в спящем виде и могут быть активированы стрессом, в результате птицы являются активным переносчиком возбудителя заболевания, так как они очень подвижны, широко распространены и имеют контакт с другими видами животных.
Имеет сферическую форму, содержит ДНК и РНК. Методом Грама окрашивается плохо, применяют окрашивание по Романовскому — Гимзе (фиолетовый цвет). Chlamydophila psittaci является внутриклеточным паразитом, имеет 8 серотипов, размножается только в живых клетках. Культивируют возбудителя орнитоза в культурах клеток, куриных эмбрионах, в организме лабораторных животных (белые мыши). Возбудитель орнитоза устойчив во внешней среде, хорошо переносит действие низких температур, однако, быстро инактивируется под действием высоких температур и дезинфектантов.
Инфекция может проявляться по-разному в организме птиц, в том числе без внешних проявлений (субклиническое течение) вообще или в виде острого или хронического заболевания с периодической линькой. Эта бактерия поражает эпителиальные клетки слизистой оболочки и макрофаги дыхательной системы. Впоследствии развивается своеобразный сепсис, а бактерия локализуется в эпителиальных клетках и макрофагах большинства органов, конъюнктиве и пищеварительном тракте, часто попадает внутрь яиц. В случае персистенции бактерии, стресс часто приводит к развитию манифестной болезни, которая обычно приводит к гибели птицы.
Различные штаммы бактерии похожи друг на друга по вирулентности, относятся к 8 известным серотипам, а их гены 16S рРНК отличаются не более чем на 0,8 %. Все они способны передаваться человеку. Многие штаммы могут заражаться бактериофагами. Chlamydophila psittaci серотипа A эндемический среди попугаеобразных птиц (отсюда название бактерии от лат. psittacinus — «попугай») и вызывает спорадические инфекции человека, других млекопитающих и черепах. Серотип B эндемический среди голубеобразных, может заражать и других птиц (в частности был выделен из индейки) и млекопитающих, вызывает аборты у крупного рогатого скота). Серотипы C и D найдены у разных видов птиц и ответственны за профессиональную инфекцию рабочих скотобоен и птичьих ферм. Серотип E (в частности изоляты Cal-10, MP и MN) был получен от очень большого числа видов птиц по всему миру, хотя первичный резервуар не был идентифицирован, несмотря на эпидемию среди людей в 1920—1930-х годах. Серотипы M56 и WC были изолированы во время эпидемий среди людей.